# Internet der Dinge der Verbraucher
Das Internet der Dinge der Verbraucher (englisch: Consumer Internet of Things, kurz CIoT) stellt die technische Umsetzung des mit dem Internet der Dinge (englisch Internet of Things, Kurzform: IoT) verfolgten Zieles dar, physische und virtuelle Gegenstände beim Verbraucher miteinander zu vernetzen und sie durch Informations- und Kommunikationstechniken zusammenarbeiten zu lassen.

## Situation in Europa

### Sektoruntersuchung der Europäischen Kommission
Am 16. Juli 2020 wurde im Rahmen der Digitalstrategie der Europäischen Union eine Sektoruntersuchung zum Internet der Dinge für Verbraucher von der Europäischen Kommission eingeleitet, nachdem diese bereits zuvor in einer Kommissionsmitteilung zur Gestaltung der digitalen Zukunft Europas angekündigt worden war.
Im Juni des folgenden Jahres wurde zunächst ein vorläufiger Bericht mit ersten Ergebnissen und der abschließende Bericht schließlich am 20. Januar 2022 veröffentlicht. Für seine Untersuchung analysierte die Kommission Informationen von mehr als 200 sektorrelevanten Unternehmen unterschiedlicher Größe aus Europa, Asien und den USA und Stellungnahmen von Interessenträgern. Die Kommission kam dabei zu Ergebnissen in drei Schwerpunktbereichen:
1. Merkmale von Produkten und Dienstleistungen des Internets der Dinge für Verbraucher: Die Kommission gab an, dass das Internet der Dinge für Verbraucher zwar noch ein relativ neues Gebiet sei, aber rasch wüchse und immer mehr Teil des Alltags werde. Darüber hinaus identifizierte sie einen Trend zur wachsenden Verfügbarkeit von Sprachassistenten und deren Einbindung in die alltäglichen Abläufe von Verbrauchern.
2. Die Merkmale des Wettbewerbs auf diesen Märkten: Die Kommission identifizierte hohe Kosten von Technologieinvestitionen als Schranke für den Markteintritt, besonders auf dem Markt für Sprachassistenten. Eine andere wichtige Marktschranke sei die Schwierigkeit, mit etablierten Unternehmen zu konkurrieren, die bereits ihre eigenen Ökosysteme innerhalb und außerhalb des Internets der Dinge für Verbraucher aufgebaut haben (wie etwa Google, Amazon oder Apple).
3. Die wichtigsten Bedenken und Zukunftsaussichten der Märkte des Internets der Dinge für Verbraucher:
  1. Die Kommission identifizierte und bemängelte die Ausschließlichkeit im Zusammenhang mit Sprachassistenten, die in der Praxis häufig die Nutzung auf lediglich ein System auf demselben intelligenten Gerät einschränke.
  2. Bedenklich sei ferner die Stellung der Sprachassistenten und Betriebssysteme intelligenter Geräte als Mittler zwischen Nutzern auf der einen Seite und intelligenten Geräten bzw. den über sie abgewickelten Leistungen für Verbraucher. Diese Stellung ermögliche es, die Nutzerbeziehungen zu kontrollieren. In diesem Zusammenhang äußerten die von der Kommission Befragten auch Bedenken hinsichtlich der Auffindbarkeit und Sichtbarkeit ihrer eigenen Angebote für Verbraucher.
  3. Ferner hätten Anbieter von Sprachassistenten umfassenden Zugang zu Daten einschließlich Informationen über die Interaktionen der Nutzer mit intelligenten Geräten und verbraucherbezogenen Dienstleistungen Dritter. Die Teilnehmer der Untersuchung vertraten die Ansicht, dass dieser Zugang zu und die Anhäufung von großen Datenmengen Anbietern von Sprachassistenten die Möglichkeit verschaffen, ihre Marktstellung zu verbessern und diese auf benachbarten Märkten auszunutzen.
  4. Problematisch sei ferner die mangelnde Interoperabilität im Internet der Dinge für Verbraucher aufgrund der Verbreitung eigentumsrechtlich geschützter Technologien, die zuweilen zur Schaffung von „De-facto-Normen“ führe. Konkret hätten bestimmte Anbieter von Sprachassistenten und Betriebssystemen die einseitige Kontrolle über Interoperabilitäts- und Integrationsprozesse und könnten daher die Funktionen intelligenter Geräte und verbraucherbezogene Leistungen Dritter beschränken, sodass diese gegenüber ihre eigenen benachteiligt würden.